# Ricardo Torres
Ricardo Torres (ur. 16 lutego 1980 w Magangué) – kolumbijski bokser, były zawodowy mistrz świata organizacji WBO w kategorii junior półśredniej (do 140 funtów).
Karierę na zawodowym ringu rozpoczął w 2001 roku. Był niepokonany w kolejnych 28 walkach. 24 września 2005 roku zmierzył się z Miguelem Cotto w walce o tytuł mistrza świata WBO. Torres został znokautowany w siódmej rundzie (wcześniej cztery razy leżał na deskach).
Już rok później stanął przed ponowną szansą zdobycia tego samego tytułu po tym, jak Cotto zrezygnował z pasa mistrzowskiego, aby móc boksować w wyższej kategorii wagowej. 18 listopada 2006 roku Kolumbijczyk pokonał niejednogłośną decyzją na punkty Mike Arnaoutisa.
W pierwszej obronie swojego tytułu Torres wygrał na punkty z Arturo Moruą.
1 września 2007 roku w Kolumbii Torres pokonał przez techniczny nokaut w jedenastej rundzie oficjalnego pretendenta do tytułu, Kendalla Holta. Kolumbijczyk leżał na deskach w szóstej rundzie, zdołał jednak zakończyć pojedynek na swoją korzyść. Trener Holta złożył po walce oficjalny protest, twierdząc że kibice rzucali na ring różne przedmioty. 5 lipca 2008 roku doszło do walki rewanżowej między oboma pięściarzami. Już w 13 sekundzie pierwszej rundy Torres posłał Amerykanina na deski. Holt zdołał się podnieść, ale kilkanaście sekund później znów był liczony. Mimo dwóch nokdaunów Holt jeszcze w tej samej rundzie zdołał jednak znokautować Torresa, odbierając mu tym samym pas mistrzowski. Cała walka trwała zaledwie 61 sekund.
Torres zmienił kategorię wagową na wyższą i powrócił na ring w maju 2009 roku, nokautując w ostatniej, dziesiątej rundzie mało znanego boksera Raula Pinzona. Wcześniej Torres trzy razy leżał na deskach i przegrywał na punkty u wszystkich trzech sędziów, musiał więc znokautować rywala, aby wygrać walkę.